# Deutsche Film- und Fernsehakademie Berlin

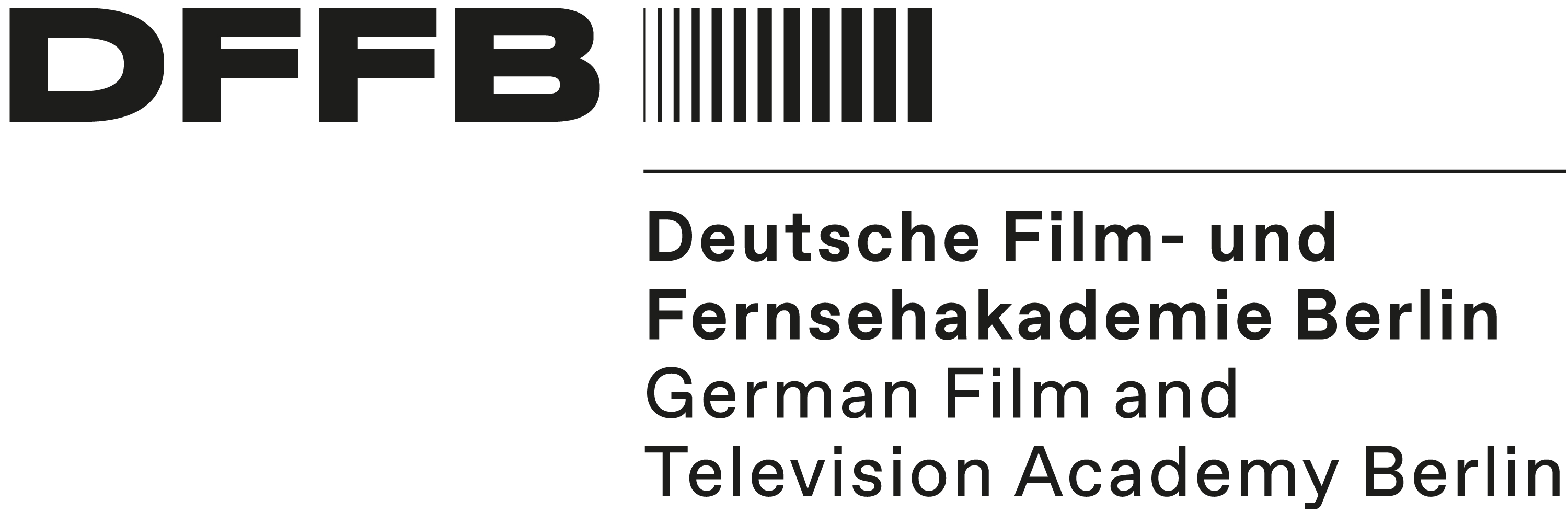
Das 2018 neu eingeführte Logo der Deutschen Film- und Fernsehakademie Berlin

Die Deutsche Film- und Fernsehakademie Berlin (DFFB) ist eine Filmhochschule in Berlin und wurde 1966 gegründet. Sie hat sich als wesentlicher Teil der Medien- und Kulturszene der Metropole etabliert.
Die Akademie befand sich bis zum September 2024 zusammen mit dem Arsenal – Institut für Film und Videokunst e. V., dem Kino Arsenal und der Deutschen Kinemathek – Museum für Film und Fernsehen im Filmhaus des Sony Center am Potsdamer Platz. Bevor der neue Campus bezogen werden kann, ist die vorübergehende Adresse der DFFB: Am Studio 16, 12489 Berlin. 
Die DFFB realisiert 8–12 lange Spielfilmprojekte pro Jahr in den unterschiedlichsten Genres.

## Geschichte

### 1966–1990
Der Regierende Bürgermeister von Berlin, Willy Brandt, eröffnete die Akademie am 17. September 1966 in den Räumen des Deutschlandhauses des SFB in West-Berlin. Im wenig erfolgreichen Kino der Nachkriegszeit sollte nun die Nachwuchsförderung zum Zuge kommen. Die DFFB war in der Gründungszeit Ende der 1960er Jahre sehr stark von den politischen Turbulenzen der damaligen Zeit beeinflusst. Bereits im folgenden Jahr nach der Gründung gerieten Studentenschaft und Direktion zunehmend aneinander. Der Wille zur politischen Agitation stand deutlich im Vordergrund. In den 1970er Jahren erwarb sich die DFFB dann vor allem durch Dokumentarfilme Anerkennung. Erst in den 1980er Jahren spielte der narrative Spielfilm eine größere Rolle.

### 1990-Gegenwart

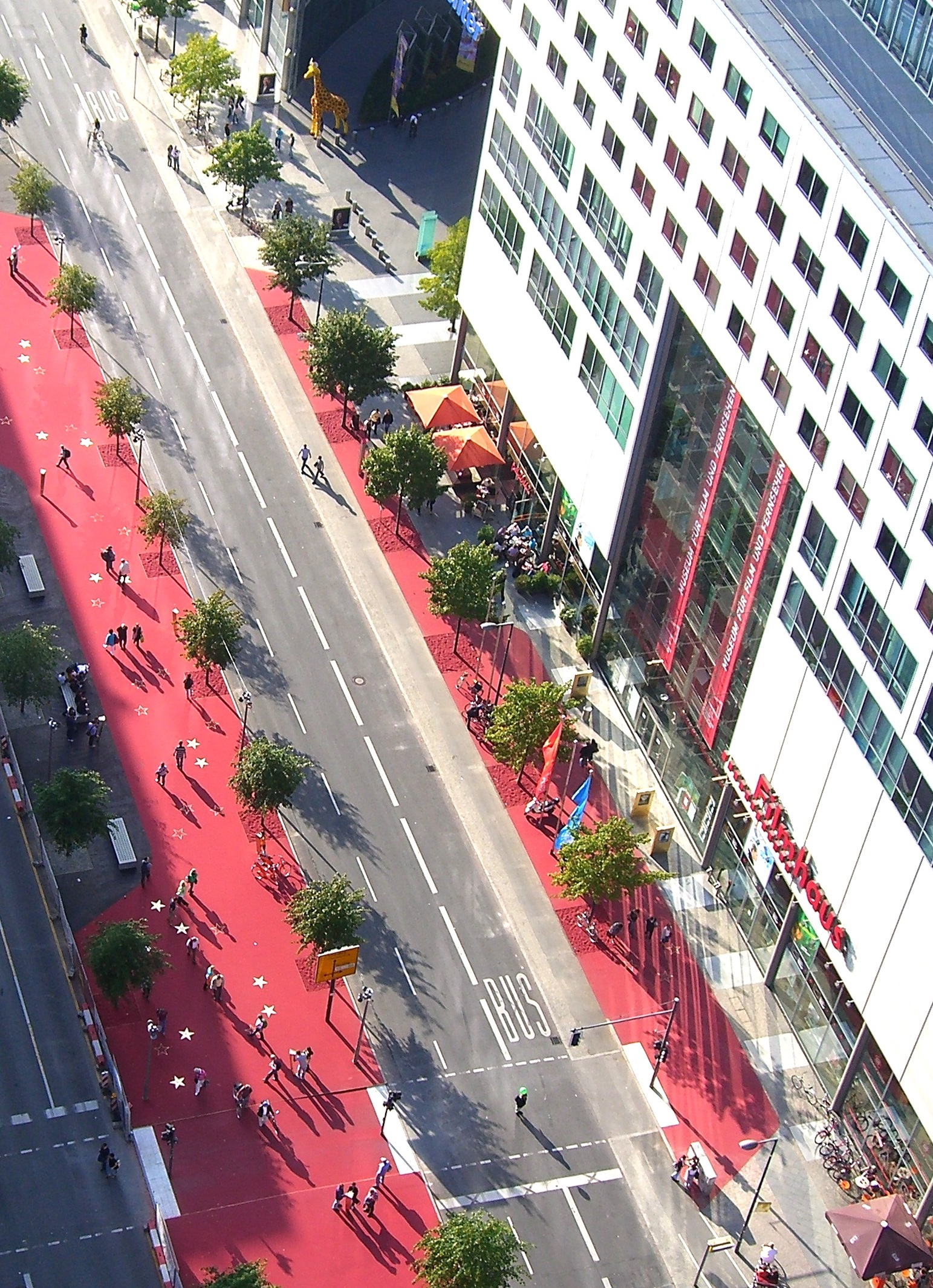
Das Filmhaus am Boulevard der Stars, Sitz der DFFB seit 2000

1993 wurde unter der neuen Leitung von Reinhard Hauff die Arbeitsweise dahingehend „professionalisiert“, dass man stärker mit Fernsehsendern und Filmproduktionen zusammenarbeitete. Zu den Studiengängen Regie und Kamera kamen Drehbuch und Produktion hinzu.
Von Januar 2006 bis Juli 2009 war Hartmut Bitomsky Direktor der DFFB. Von 2010 bis 2014 wurde sie von Jan Schütte geleitet.
Zwischen 2014 und 2015 gab es im Berufungsverfahren um einen Nachfolger für Direktorenposition zahlreiche Ungereimtheiten. Proteste in der Studenten- und Dozentenschaft folgten. Kritik wurde am Berufungsverfahren auch in Form offener Briefe vom Verband der deutschen Filmkritik und vom Bundesverband Kamera geäußert. Als problematisch wurde auch festgehalten, dass Kuratoriumsmitglieder laut DFFB-Satzung „nicht in geschäftliche Beziehungen“ zur DFFB treten dürfen.
Mit Mahnwachen am Roten Rathaus, Podiumsdiskussionen, Unterstützerlisten mit renommierten Unterzeichnern, Protestauftritten und Pressemitteilungen erreichten die Studenten, dass die mediale Öffentlichkeit aufmerksam wurde. und eine Entscheidung lange verhindert wurde. Als sich im März 2015 der als neuer Direktor der Akademie „in Aussicht genommene“  Ralph Schwingel Studenten, Dozenten und Mitarbeitern der DFFB zu einem ersten Gespräch stellen wollte, blockierten etwa 25 Studenten, stellvertretend für die gesamte Studentenschaft, den Zugang zum Gebäude.
Daraufhin wurde ein neues Bewerbungsverfahren vom Land Berlin eröffnet. Vertreter der Studenten und Dozenten werden nunmehr auch in der entscheidenden letzten Sitzung dieses Verfahrens angehört, sind aber nicht stimmberechtigt. Die wesentliche Forderung, dass Kandidaten sich zuvor akademie-intern vorstellen, wurde erfüllt.

## Studium
Eines der Grundprinzipien der DFFB ist Film kann man nicht lehren, Film kann man nur lernen. Es gibt eine generalistische Grundausbildung für alle Studienfächer im ersten Jahr an der Akademie, in welcher sämtliche Studierenden, egal ob Drehbuch, Kamera, Montage, Produktion oder Regie jeweils verschiedene Aufgaben wie Kamera- und Regieführung, wie Filmproduktionsleitung erfüllen müssen. Erst danach wird das Studium in die einzelnen Fakultäten aufgeteilt. Die angeschlossene Drehbuchakademie konzentriert sich ab dem zweiten Studienjahr vollkommen auf die Drehbucharbeit. Fokus der Akademie ist das stark praxisorientierte Studium. Durch die intensive Kooperation mit Fernsehsendern entstehen abendfüllende Spiel- und Dokumentarfilme in Koproduktion.
Das postgraduale Fortbildungsprogramm Serial Eyes setzt den Schwerpunkt auf Serienproduktionen für den europäischen Markt. Über einen Zeitraum von acht Monaten beschäftigen sich die Teilnehmer mit den spezifischen Arbeitsweisen der seriellen Entwicklung. Ziel der Ausbildung ist dabei das gemeinsame Arbeiten und die Entwicklung von innovativen, populären, fiktionalen Formaten zu erlernen.

### Lehrkräfte
Leitende Dozenten und Dozentinnen sind im Jahr 2021: Christoph Hochhäusler für Regie, Michael Bertl für Bildgestaltung, Anna de Paoli für Produktion, Hannah Schwegel, Janina Herhoffer und Pascal Capitolin für Montage Bild/Ton und Ellis Freeman für die Drehbuchakademie. Darüber hinaus unterrichten an der DFFB eine Vielzahl an freien Dozierenden in den unterschiedlichen Disziplinen, die als Filmschaffende in der Praxis aktiv sind. Für Masterclasses und besondere Seminare werden zudem hochkarätige, internationale Filmschaffende eingeladen wie z. B. Michael Ballhaus, Claire Denis, Agnes Godard, Pedro Costa, Apichatpong Weerasethakul und viele andere.

### Studienfächer
Pro Jahr stellt die DFFB bis zu acht Studienplätze für die Ausbildung in den Studienfächern Regie, Bildgestaltung/Kamera, Montage Bild/Ton sowie Produktion. In der Drehbuchakademie werden bis zu zehn Studierende aufgenommen. Die Auswahl für die Besetzung der Studienplätze erfolgt in einem mehrstufigen Auswahlverfahren. Zum Beginn des Studiums müssen die Studenten das 21. Lebensjahr vollendet haben.
Zum Studienstart 2019/2010 begann die Integration der bislang extern finanzierten Drehbuchakademie als Studienfach in die DFFB und der Start des postgradualen Programms NEXT WAVE („als erstes europäisches Weiterbildungsprogramm zu Filmauswertung und Publikumsentwicklung“) an.

## Organisation

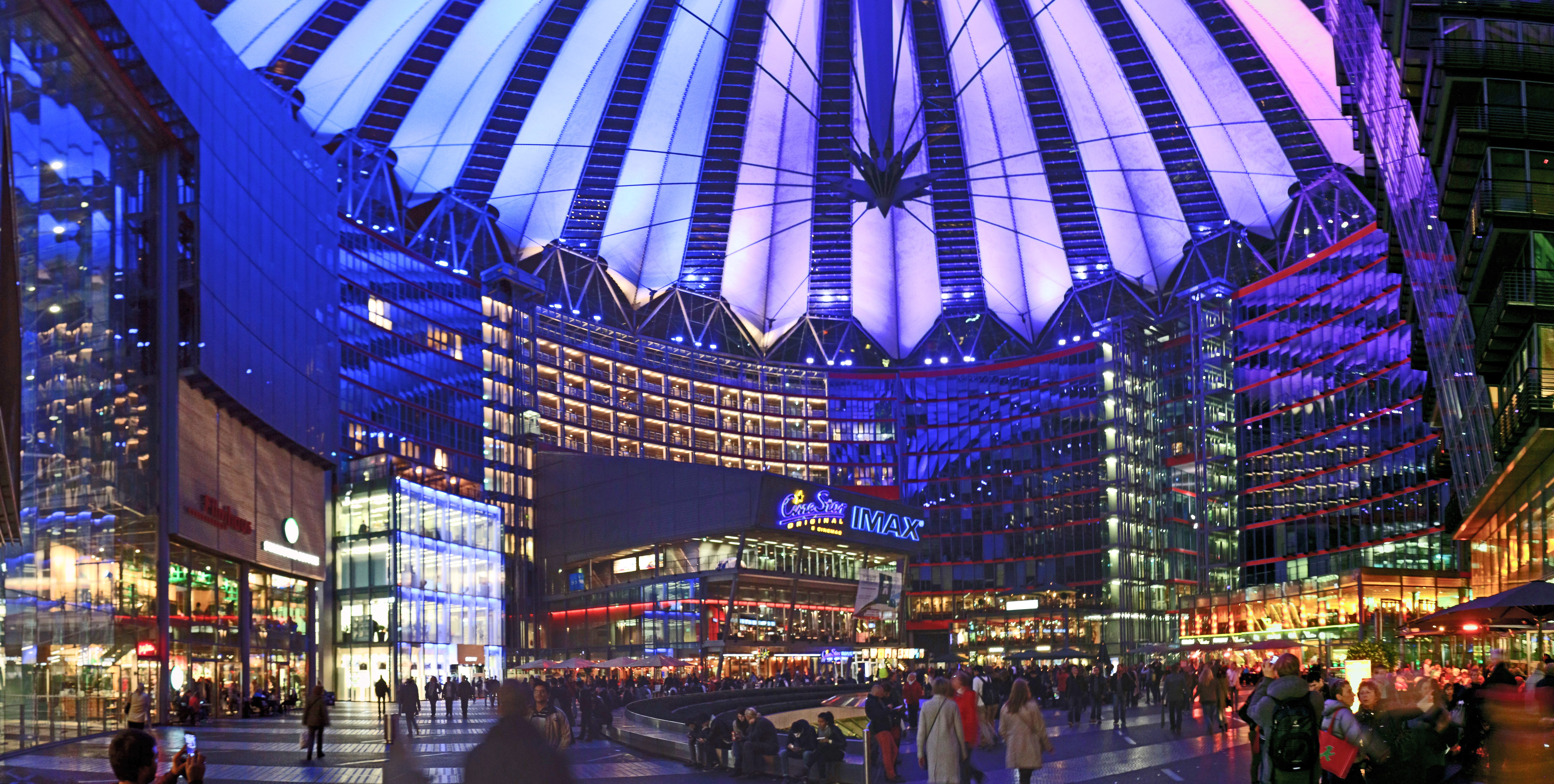
Der DFFB Sitz am Potsdamer Platz (Gebäude auf der linken Seite)

### Träger
Finanziert wird die DFFB vom Land Berlin, hier vertreten durch den Regierenden Bürgermeister und die Senatskanzlei. Die DFFB wird als eine gemeinnützige GmbH mit dem Land Berlin als alleinigem Gesellschafter geführt. Die drittelparitätische Besetzung der Gremien unterscheidet die Akademie von vergleichbaren Filmhochschulen.

### Direktoren
- 1966–1969: Erwin Leiser und Heinz Rathsack
- 1969–1988: Heinz Rathsack
- 1988–1989: Martin Wiebel
- 1990–1992: Thomas Koebner
- 1993–2005: Reinhard Hauff
- 2006–2009: Hartmut Bitomsky
- 2010–2014: Jan Schütte
- 2016–2020: Ben Gibson[16]
- 2020–2021: Sandra Braun (Interimsdirektorin)[17]
- 2021–2023: Catherine Ann Berger (kaufmännische Direktorin) und Marie Wilke (künstlerische Direktorin)
- seit 2023: Wolf Plesmann[18]

## Reputation
Im Filmhochschul-Ranking des Nachrichtenmagazins Focus (Ausgabe 22/2006) belegte die DFFB, gemeinsam mit der internationalen filmschule köln und der KHM Köln, mit 76 von 100 Punkten den 2. Platz, nach der Filmakademie Baden-Württemberg (78 Punkte). Neben der Reputation der Hochschule waren die Betreuungssituation der Studierenden, die technische Ausstattung und die Zahl der gewonnenen Preise ein Bewertungskriterium.

Erfolgreiche Absolventen der DFFB:
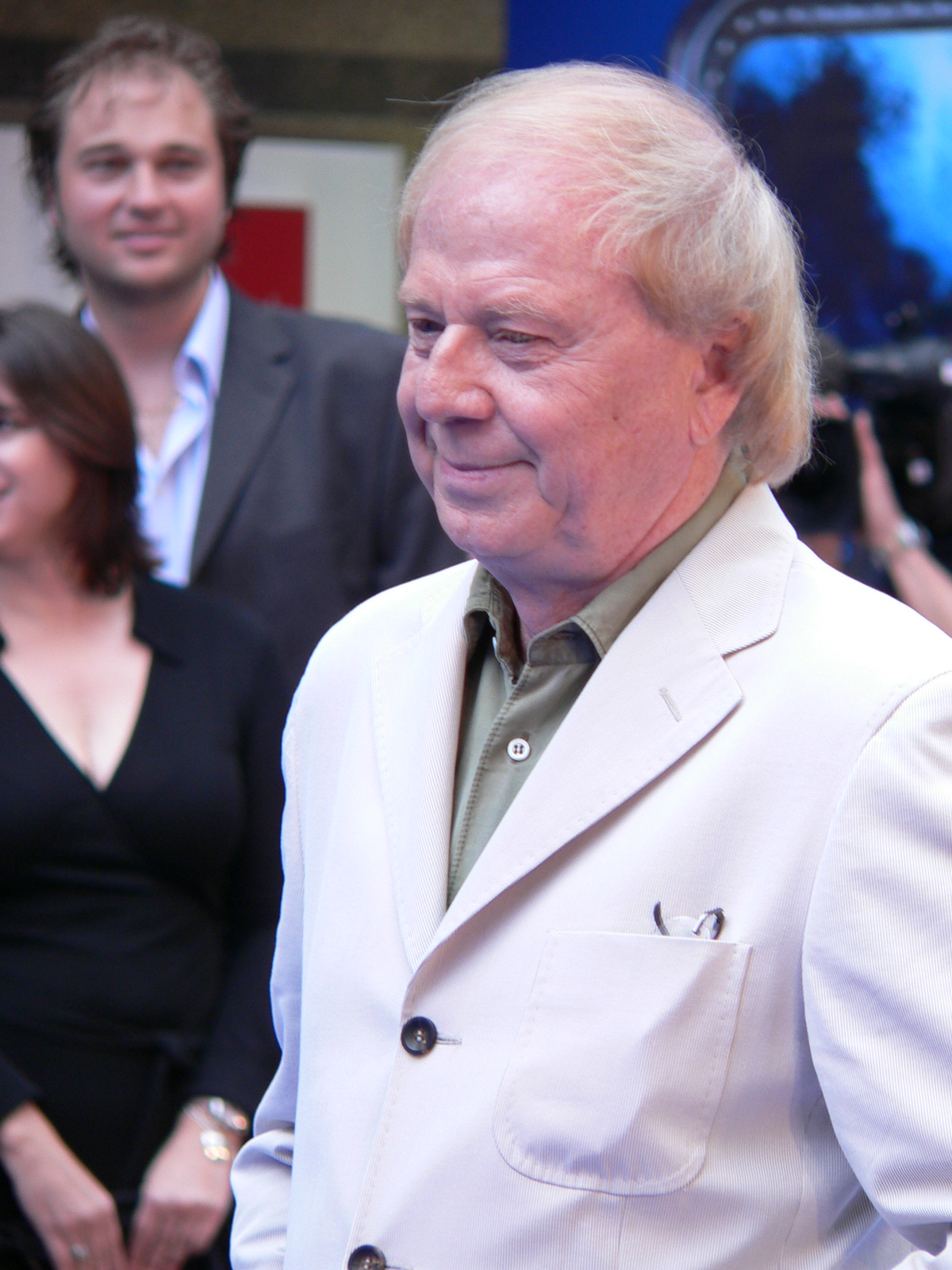
Wolfgang Petersen
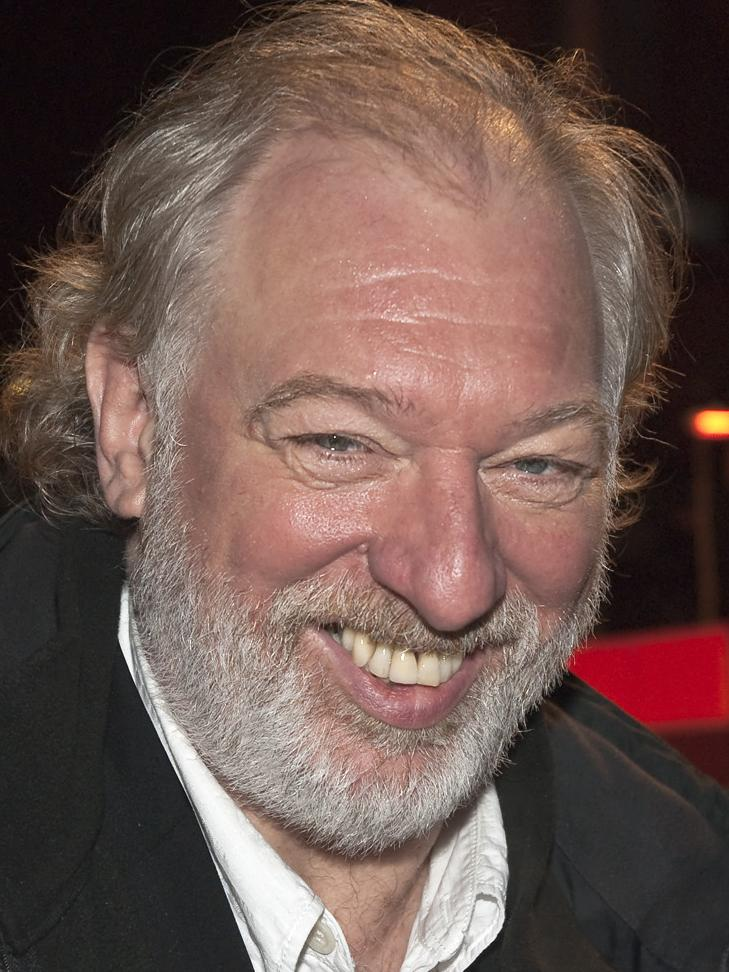
Wolfgang Becker
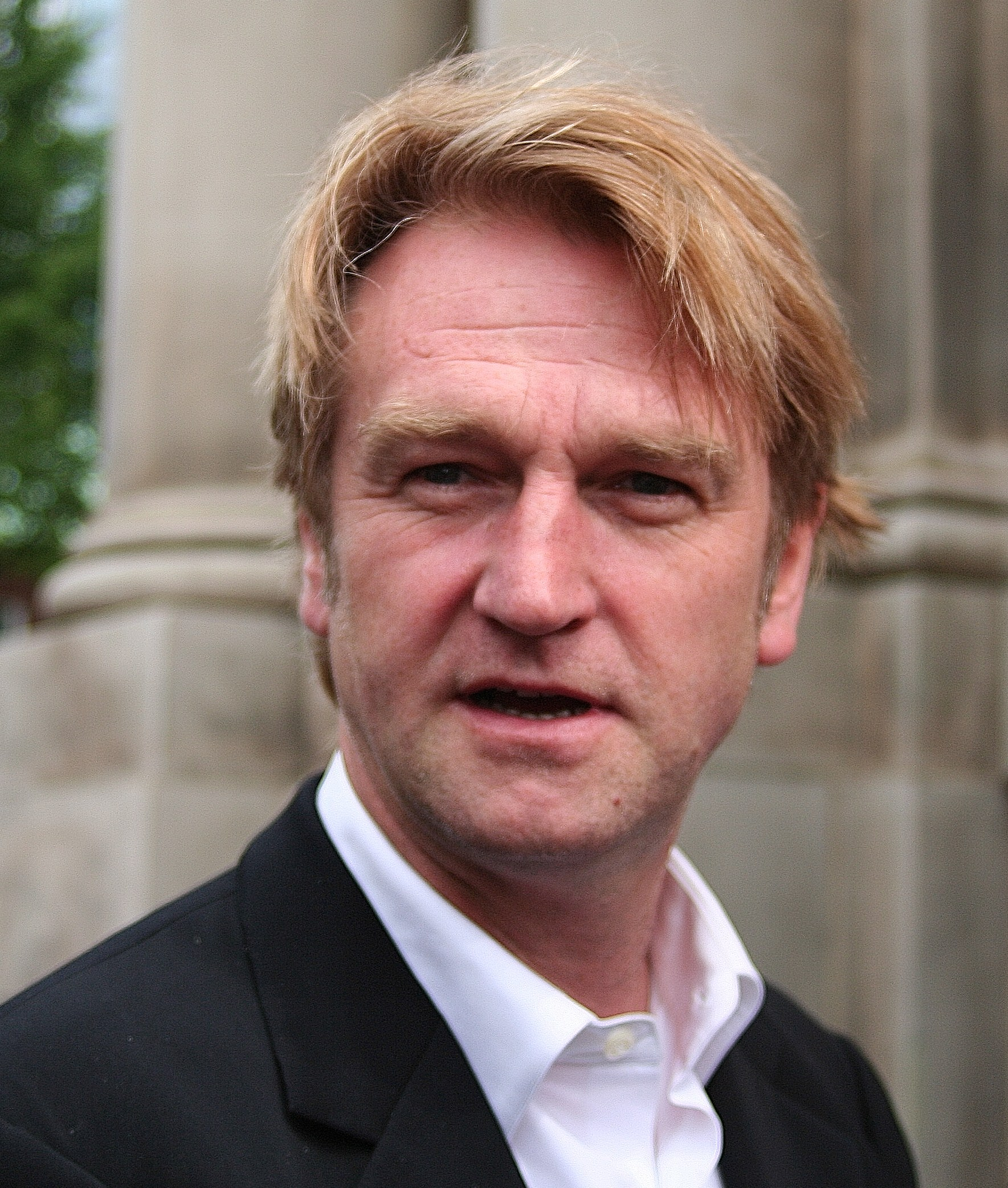
Detlev Buck
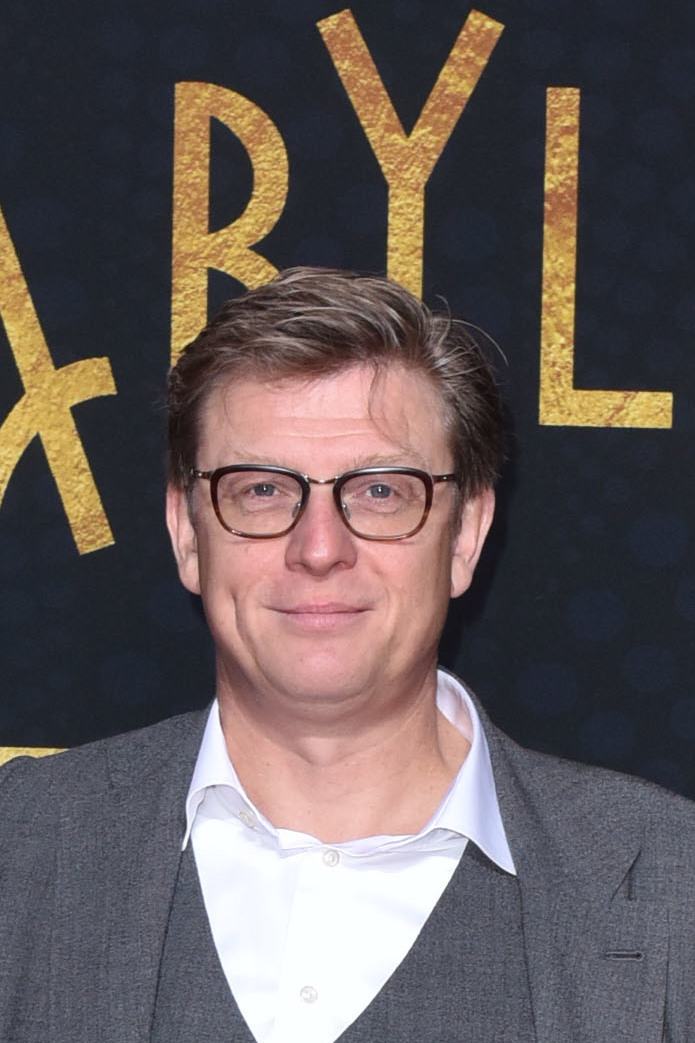
Hendrik Handloegten
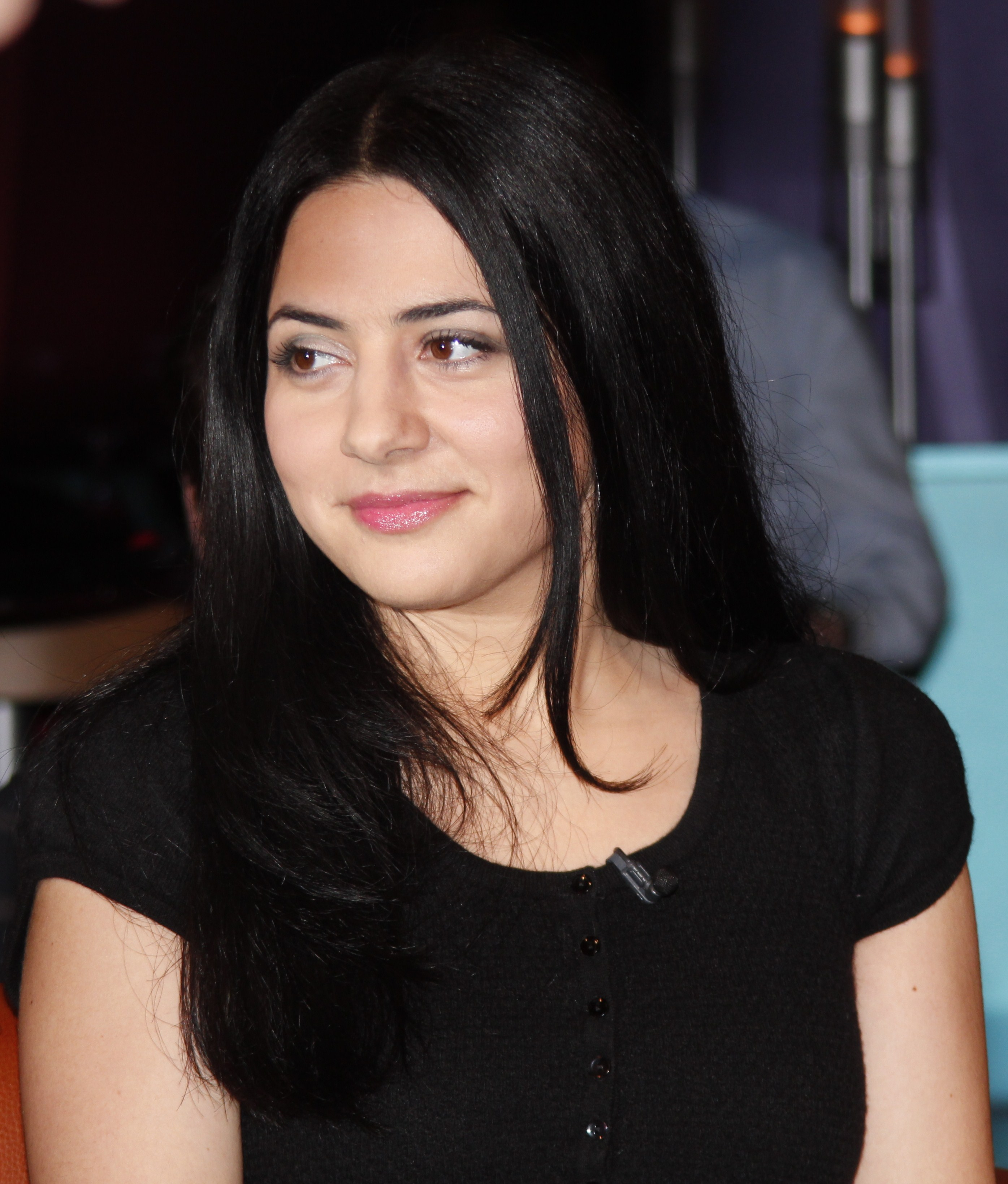
Nesrin Samdereli

### Kooperationen
Die DFFB arbeitet auch im Austausch mit Filmschulen außerhalb von Deutschland. Es gibt Verbindungen zur London Film School in London, La Femis in Paris, Columbia University of the Arts in New York, California Institute of the Arts in Los Angeles und zur FAMU in Prag.

## Bekannte Absolventen
- Nicolai Albrecht (* 1970), deutscher Regisseur und Drehbuchautor
- Thomas Arslan (* 1962), deutsch-türkischer Filmregisseur und Drehbuchautor
- Emily Atef (* 1973), deutsch-französisch-iranische Regisseurin und Drehbuchautorin
- Jan Bachmann (* 1986), Schweizer Comicautor
- Milena Baisch (* 1976), deutsche Autorin
- Wolfgang Becker (1954–2024), deutscher Filmregisseur
- Ingo J. Biermann (* 1978), deutscher Filmemacher
- Hartmut Bitomsky (* 1942), deutscher Autor und Filmemacher
- Uta Briesewitz (* 1967), deutsche Kamerafrau und Fernsehregisseurin
- Detlev Buck (* 1962), deutscher Schauspieler und Regisseur
- Carlos Bustamante (* 1941), mexikanischer Filmemacher
- Richard Claus (* 1950), deutscher Regisseur, Drehbuchautor, Produzent, Kameramann und Filmeditor
- Gerd Conradt (* 1941), deutscher Regisseur, Kameramann und Autor
- Jonas Dornbach (* 1978), deutscher Filmproduzent
- Sebastian Edschmid (* 1965), deutscher Kameramann
- Sylke Enders (* 1965), deutsche Regisseurin und Drehbuchautorin
- Harun Farocki (1944–2014), deutscher Filmemacher und Autor
- Thomas Findeiß (1958–2024), deutscher Schriftsteller
- Jan-Ole Gerster (* 1978), deutscher Regisseur und Drehbuchautor
- Hendrik Handloegten (* 1968), deutscher Filmregisseur
- Anna Sofie Hartmann (* 1984), dänische Filmregisseurin
- Christoph Heller (* 1981), deutscher Filmregisseur und Filmproduzent
- Ed Herzog (* 1965), deutscher Film- und Fernsehregisseur und Drehbuchautor
- Jakob Hilpert (* 1966), deutscher Drehbuchautor und Regisseur
- Florian Hoffmeister (* 1970), deutscher Kameramann und Regisseur
- Dennis Jacobsen (* 1976), deutscher Filmregisseur
- Oliver Jahn (* 1969), deutscher Filmregisseur und Schauspieler
- Siri Klug (* 1972), österreichische Kamerafrau und Filmemacherin
- Alexandre Koberidse (* 1984), georgischer Filmregisseur
- Dieter Köster (* 1947), deutscher Regisseur und Kameramann
- Ingo Kratisch (* 1945), deutscher Kameramann
- Lars Kraume (* 1973), deutscher Regisseur und Drehbuchautor
- Chris Kraus (* 1963), deutscher Filmregisseur
- Henrika Kull (* 1984), deutsche Regisseurin und Drehbuchautorin
- Max Linz (* 1984), deutscher Filmregisseur
- Bernd Löhr (* 1962), deutscher Regisseur und Kameramann
- Marianne Lüdcke (1943–1999), Regisseurin und Drehbuchautorin
- Pia Marais (* 1971), Regisseurin und Drehbuchautorin
- Michael Meert (* 1953), deutscher Filmregisseur
- Holger Meins (1941–1974), deutscher Filmemacher, Maler und späterer RAF-Terrorist
- Hakan Savaş Mican (* 1978), deutsch-türkischer Filmemacher
- Thomas Mitscherlich (1942–1998), deutscher Filmregisseur
- Eoin Moore (* 1968), deutscher Regisseur
- Reinhard Münster (* 1955), deutscher Filmregisseur
- Auma Obama (* 1960), kenianische Germanistin, Schwester von Barack Obama
- Rafael Fuster Pardo (* 1951), katalanischer Filmregisseur
- Cristina Perincioli (* 1946), Schweizer Medienproduzentin und Autorin
- René Perraudin (* 1947), deutsch-französischer Filmregisseur, Filmproduzent und Kameramann
- Wolfgang Petersen (1941–2022), deutscher Filmregisseur
- Christian Petzold (* 1960), deutscher Filmregisseur
- Biene Pilavci (* 1977), (Filmemacherin)
- Julian Radlmaier (* 1984), deutscher Filmregisseur
- Helga Reidemeister (1940–2021), deutsche Filmemacherin
- Jonas Rothlaender (* 1982), deutscher Filmregisseur, Drehbuchautor und Filmproduzent
- Nesrin Şamdereli (* 1979), deutsche Filmemacherin und Autorin
- Günther Sand (1941–1989), deutscher Grafiker
- Helke Sander (* 1937), deutsche Filmemacherin und Autorin
- Werner Sauber (1947–1975), Schweizer Fotograf und Filmemacher
- Thomas Schadt (* 1957), deutscher Filmregisseur, Produzent, Kameramann, Autor und Fotograf
- Angela Schanelec (* 1962), deutsche Schauspielerin und Filmregisseurin
- Cyril Schäublin (* 1984), Schweizer Filmemacher und Künstler
- Einar Schleef (1944–2001), deutscher Schriftsteller, Maler, Fotograf, Theatermacher, Regisseur, Bühnenbildner, Grafiker und Schauspieler
- Daniel Schmid (1941–2006), Schweizer Regisseur
- Uwe Schrader (* 1954), deutscher Filmregisseur
- Uli M Schueppel (* 1958), deutscher Musik- und Dokumentarfilmer
- Lara Schützsack (* 1981), deutsche Autorin
- David Sieveking (* 1977), deutscher Regisseur und Dokumentarfilmer
- Hannes Stöhr (* 1970), deutscher Filmregisseur und Drehbuchautor
- Gisela Tuchtenhagen (* 1943), deutsche Kamerafrau, Filmeditorin und Filmregisseurin
- Bernd Uhde (* 1950), deutscher Fotograf und freier Künstler
- Sören Voigt (* 1968), deutscher Filmregisseur und Drehbuchautor
- Jeanette Wagner (* 1968), deutsche Filmregisseurin und Drehbuchautorin
- Connie Walther (* 1962), deutsche Filmregisseurin und Drehbuchautorin
- Tamara Wyss (1950–2016), deutsche Dokumentarfilmerin (Regisseurin, Drehbuchautorin, Produzentin, Kamerafrau und Editorin)
- Ernst-August Zurborn (* 1950), deutscher Dokumentarfilmregisseur
- Ramon Zürcher (* 1982), Schweizer Filmregisseur
- Silvan Zürcher (* 1982), Schweizer Filmproduzent

## Trivia
Die langjährige Sekretärin der DFFB, Helene Schwarz, Schatzmeisterin des Fördervereins und Studienberaterin, ist Namensgeberin des Helene-Schwarz-Preises, der aus Anlass des 40-jährigen Bestehens der DFFB ins Leben gerufen wurde. Der Preis wird seit 2006 alle zwei Jahre für herausragende Filmproduktionen verliehen.